# 德軍總部3D
《德軍總部3D》（英语：Catacomb 3-D）是一款第一人稱射擊遊戲，據信是第一款商業化的FPS，被冠為把電腦的第一人稱射擊遊戲推廣到大眾皆曉地步的作品。《德軍總部3D》搭起了第一人稱射擊遊戲的遊戲骨架，之後市場上的第一人稱射擊遊戲都使用了類似的遊戲架構。遊戲於1992年5月5日發行的，開發商為Id Software，发行方為Apogee Software。德軍總部3D是以當初Muse Software1981年的《德軍總部》而得來的概念。
《德軍總部3D》敘說了主角美軍士兵B·J·布拉柯威兹逃離德軍總部監獄城堡的故事。在逃離過程中，他經歷了無數的坎坷路程和與無數的德軍對戰，但其中也有許多可以幫助他的武器和寶物。
遊戲開始是以享用版本發行，只有第一個章節開始十關，之後玩家必須付費才可以解開剩下的章節。每一個章節有十關，總共有六個章節六十關。除了後來追加的夜間任務以外，遊戲還有續集《重返德軍總部》。由於id Software公開分享原始碼，遊戲目前已經被移植到許多不同的平台上。

## 玩法

游戏DOS版截图，图中玩家持手枪攻击卫兵。

《德军总部3D》是一款以基本3D画面呈现的第一人称射击游戏。游戏分关卡，各关平面又被网格状墙壁和门划分为高度均等的区域和房间。每关都以纳粹地堡和大楼为主题。为了通关，玩家必须穿越这些地区到达电梯。原版每个剧本有十个关卡，最后一关着重于非常难打的头目战。过关时，玩家必须对付纳粹卫兵、士兵、狗等敌人，同时规划好弹药和生命值。玩家可从关卡中或死去敌人身上搜集武器和弹药，武器有一把小刀、一把手枪、一支半自动枪和一支开火迅猛的连射枪。尽管关卡以三维角度呈现，但敌人和物品反而从多个视角以二维精灵呈现，这种技术有时被称为2.5D图像。
一开始玩家的生命值是100%，遭到敌人射击或袭击时会减少。如果玩家生命值将为0，那么他们将丢掉一条命，带着一把刀、一支手枪和8发子弹重启关卡。玩家开始每一章都有三条命，吃生命标记或赚取足够的积分可获得额外的生命。击毙敌人或搜集散落在关卡中的宝藏可获得积分。击杀关卡中全数敌人，搜集全数宝藏，找到全数秘密空间或规定时间内通关也能获得积分。秘密空间藏有宝藏、生命值补充品或弹药，透过触发某些墙砖往内滑动激活。游戏原版允许玩家随时存盘，但在许多移植版中，玩家只能在关卡间存盘。

## 剧情
游戏分两个三章的场景，最初的三部曲为“逃离德军总部城堡”（"Escape from Castle Wolfenstein）、“铁拳行动”（"Operation: Eisenfaust"）和“去死吧！元首”（"Die, Führer, Die!"），之后的三部曲名为《夜间任务》，包括“不为人知的秘密”（"A Dark Secret"）、“狂人足迹”（"Trail of the Madam"）和“对抗”（"Confrontation"）。主角威廉·“B.J.”·布拉柯威茲是波兰裔美国间谍，游戏讲述他为摧毁纳粹政权所作努力。在“逃跑”一章中，布拉柯威茲在寻找铁拳行动计划时被抓获，囚禁在德军总部城堡，他必须从中逃脱。在“铁拳行动”中，他发现并挫败纳粹在赫勒铁锤城堡中组建不死突变军的计划。而到了“去死吧！元首”，他潜入德国国会大厦地下的地堡，与装备机械盔甲，持四把加特林机枪的元首阿道夫·希特勒一决高下。
《夜间任务》属前传，涉及德军化学战争计划。“不为人知的秘密”中講著提煉化學武器的科學家的故事。布拉柯威茲的任務是潛入此研究所和謀殺另一個怪博士，奧托·基夫馬赫。在「狂人足迹」中，布拉柯威茲在埃爾朗根城堡裡尋找化學武器的計劃和地圖。完結篇「對抗」发生在河畔奧芬巴赫城堡，最後一戰是布拉柯威茲和飛特格世上將對戰。

## 开发

《德军总部3D》引擎光线散射示意图，红点指玩家位置，橙色区域代表玩家视野。

1990年10月到12月，路易斯安那州什里夫波特编程厂商软盘自称“深邃想法”（Ideas from the Deep）的员工小组正创作《指挥官基恩》系列首部《指挥官基恩：入侵沃提肯》。小组由程序员约翰·罗梅洛和约翰·卡马克、设计师汤姆·霍尔、美工阿德里安·卡马克和经纪人杰伊·威尔伯（Jay Wilbur）组成，专为Gamer's Edge游戏订阅服务和磁盘杂志开发游戏。游戏于12月经共享软件发行商Apogee Software发行后，一行人计划离开软盘公司，自立门户。当时他们的上司、Softdisk老板艾尔·威克韦斯（AL Vekovius）听闻一行人的计划并使用公司资源开发游戏，找到他们。小组已经在他们工作用计算机上开发了游戏，不仅在办公室里加班加点，还趁着周末把计算机带到约翰·拉马克家中。小组毫不掩饰他们的秘密。经过几个星期的谈判，小组同意为Gamer's Edge打造系列游戏，每两个月一款。
Ideas from the Deep如今正式成立为id Software，将有些原型概念用在了他们自己的游戏上面。阿德里安·卡马克用这些点子推动他偏爱的黑暗艺术风格，约翰·卡马克则开始试验直到那时专属《银河飞将》（1990年）等大部分飞行模拟游戏的三维计算机图形。卡马克发现这主要是源於个人电脑的限制，需要计算的表面数量過多，以三维形式展示快速动作游戏有困难。1991年间，他尝试限制计算机需要展示的可能表面，使用仅在平坦网格上的墙壁，而非任意形状或角度的关卡。他还另辟蹊径，凭着光线投射算法打造需展示的图像，仅运算玩家眼前的表面，不运算玩家周遭的整个区域。经过六个星期的研发，卡马克利用动画动态二维精灵呈现敌军，打造了基本的三维游戏引擎。Id Software之后把引擎用在1991年4月软盘公司游戏《盘旋坦克3D》，当中玩家驾驶坦克穿过彩色平面墙壁，射杀核子怪兽。1991年秋，团队搬到威斯康星州麦迪逊时，威尔伯离巢，但他已经完成了《指挥官基恩：再见银河》的大部分引擎工作，而卡马克決定開發由蓝天工作室的电子角色扮演游戏《地下创世纪：冥河深渊》裡的一項特色。《地下创世纪》打算抛开《盘旋坦克》平面墙壁和简陋灯光的限制，展示材质贴图映射的三维画面。卡马克认为他可以添加材质贴图，而不会牺牲引擎的速度或像《地下创世纪》那样大大增加系统需求，于是便为了软盘公司于1991年11月发行的另一款游戏《地下墓穴3D》花了六个星期时间增强了《盘旋坦克三维》的引擎。一打探到消息，Apogee的斯科特·米勒便要求团队去制作一款三維動作共享游戏。

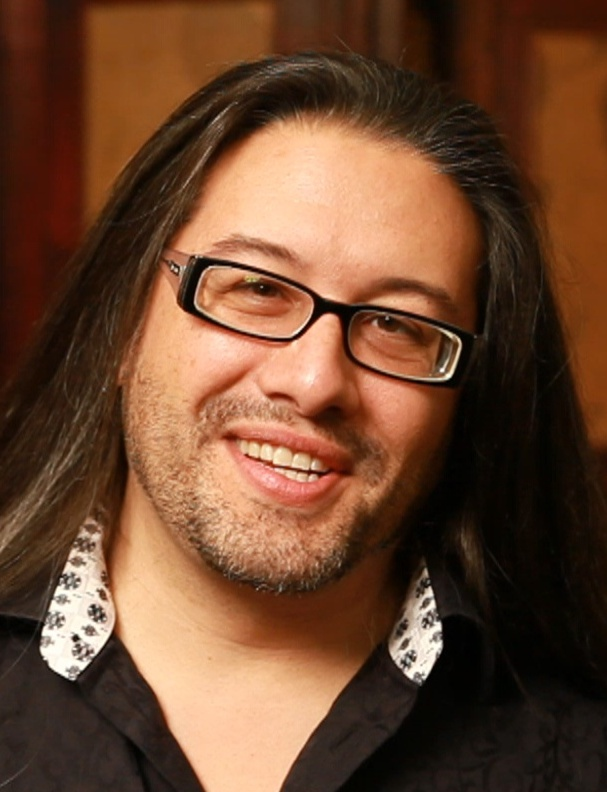
2012年的约翰·罗梅洛。

1991年11月，《指挥官基恩》三部曲的第二部将近完成且他们对Softdisk的合同义务快要结束时，id Software坐下来盘算下一步大作。最初想要做《基恩》三部曲的设计师汤姆·霍尔，認識到卡马克的编程重心已从二维横向卷轴游戏系列转移到三维动作游戏。霍尔最初提议做一部科幻作品《It's Green and Pissed》，罗梅洛则建议重制1981年的《激战德军城堡》三维版本。大家对这个想法很感兴趣，罗梅洛、霍尔和约翰·卡马克对原版有着美好的回忆，都认为迷宫式射击游戏的玩法很適合卡马克的三维游戏引擎，而阿德里安·卡马克则对从《基恩》的儿童友好式艺术风格跳脱到更加暴力的元素中感兴趣。受到其概念评价的鼓舞，罗梅洛作出阐述，提出一款“喧闹”且“酷”的快节奏动作游戏，玩家将士兵击毙后，可以拖拽或搜索他们的尸体。游戏玩法的核心将会是迅速和简单，罗梅洛认为，由于三维游戏和控制方案新颖，玩家不会适应更复杂、节奏缓慢的玩法。遊戲產業當時的主流為节奏较慢的模拟和策略游戏，罗梅洛认为這款游戏在产业中占据独一无二的位置。大好前途让卡马克兄弟感到兴奋，而霍尔认为这游戏足夠有趣，既然他是公司的设计师，日后他们会回到他的想法上来。
团队一开始便考虑到注册商标问题，不能使用《德军总部》的名号，便想出了几个可能的作品名。他们联系上《激战德军城堡》的开发者希拉斯·华纳，但了解到缪斯软件不复存在，《德军总部》名稱的所有權皆已售出。所有權最終歸於密西根州的某人，團隊在1992月四月中旬得以以五千元美金買下商標。，他们也因此可以自由的使用《德军总部3D》作為遊戲名稱。Apogee的斯科特·米勒一直把id Software视作他的重点开发商，他立马同意了游戏的概念，并为项目拿出十万美元的预付款。数月前上任的id试用主席马克·雷恩（Mark Rein）也向曾在1991年12月出版id的《指挥官基恩：外星人吃了我的保姆》的FormGen推銷做《德军总部》零售项目的想法，克服了出版商对《德军总部》内容的担忧，使得id处于既是共享软件和也在市场零售的独特地位。

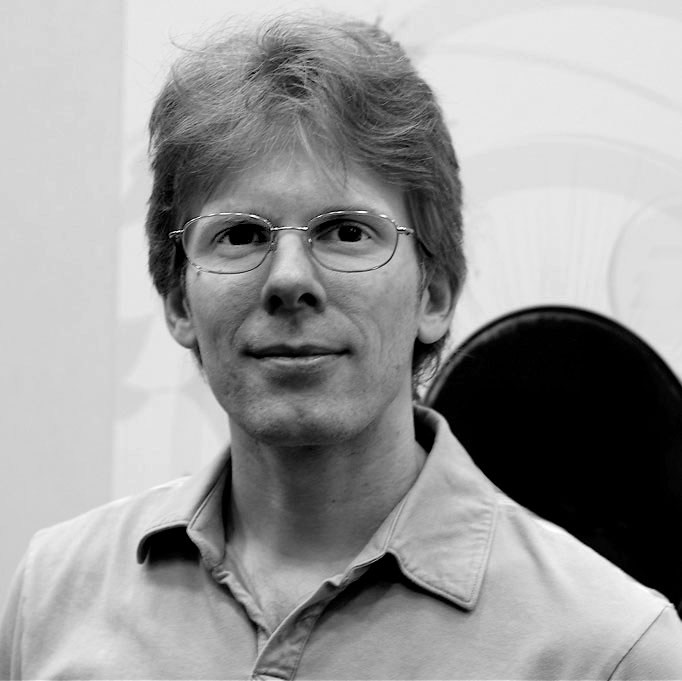
2006年的约翰·卡马克。

計畫正式於1991年12月15日開啟，罗梅洛和霍尔负责设计游戏玩法和美工。罗梅洛希望目标是「扫荡纳粹」，帶著強攻滿是党卫队和希特勒本人的纳粹堡垒的悬念，还有狗、“你从未在游戏中见过的”血腥和直截了当的致命武器。他也撰寫了遊戲的主要故事情節。霍尔设计关卡的同时，加入了可收集的宝藏和用于补血的食物。他也畫了遊戲頭目的草圖以及標題畫面。卡马克在一個月內寫出遊戲引擎的「核心」部份，在《地下墓窖3D》的基礎上为《德军总部3D》引擎增添新特性，包括门和非墙体装饰性物件，但主要是想讓游戏在更高分辨率的圖像環境下运行得更平滑、更快。 遊戲則採用了ANSI C程式語言及組合語言。游戏图形原本是16色EGA，但发售前四个月改成了256色VGA，也讓遊戲有更高的圖像分辨率。罗梅洛依次用引擎打造游戏、删掉原本设计中一些像是搜屍等他认为会打乱游戏快节奏的元素。罗梅洛和霍尔的关卡设计由于是基于网格式的，参考了《吃豆人》，有一个隐藏关卡便致敬了《吃豆人》。团队确保游戏的图像营造了他们所想要的氛围后，阿德里安·卡马克增加了敌人中枪时的暴力动画，《基恩》的作曲家罗伯特·普林斯则增加了音乐和音效，使枪声听起来让人兴奋。借助16位采样器键盘和录音机，除了拟声音效，鲍比·普林斯在靶场录制了逼真的声效。开发团队和斯科特·米勒为敌军配音。
随着开发的不断進行，id Software雇佣前Softdisk联络人凯文·克劳德担任助理美工，还把公司搬到Apogee所在地附近的得克萨斯州梅斯基特。斯科特·米勒很高兴他的重点开发商就在附近，不仅同意将他们的版税增加50%，并且让Apogee接下来为Softdisk创作游戏《水下探险》（ScubaVenture），好让id专注于《德军总部》。游戏原本利用Apogee的共享软件模式发售，分为三章，第一章免费发行，每章10个关卡。二维关卡地图利用《基恩》系列等游戏采用的定制程序Tile Editor（TEd）设计。一发现团队利用该程序，一天就能设计一个关卡，米勒便说服他们转而开发六个章节，好分成不同规格的包发售。大约同一时间，团队成员和结构出现变更：id解聘试用主席马克·雷恩，找回一直留在什里夫波特杰伊·威尔伯担任他们的CEO和业务团队；鲍比·普林斯临时搬进办公室以录制声效，而阿德里安·卡马克为躲避噪音，搬出办公室。
游戏将近完成时，FormGen担心暴力和令人震惊的内容，联络了id。id作出回应，增加了这些方面：阿德里安·卡马克增加了骷髅、尸体和血溅墙壁的细节，霍尔和罗梅洛增加了德语的尖叫声和哭声，此外“死亡镜头”会显示章节最终头目死亡的画面。团队还在启动画面中加入纳粹党党歌《霍斯特·威塞尔之歌》。同时，约翰·卡马克在墙壁中增加移动可触发隐藏区域的墙壁，这个功能霍尔已经提了几个月，但被卡马克以技术原因为由反对。霍尔还加入作弊码，并为游戏写了背景剧情。1992年5月5日清晨，共享软件游戏的第一章完成，Apogee和id上传到BBS。其他章节几周后完成。开发共历时一年半，团队租金开支2.5万美元，月薪750美元。

## 发行
第一章作为共享软件由Apogee免费发行，而原版完整三部曲于5月5日以《德军总部3D》的名义开售，几个星期后，购买章节向顾问发出。米勒说服id做的第二个三部曲不久后作为附加包《夜间任务》（The Nocturnal Missions）发行。玩家可以单独购买每个三部曲或是作为单个游戏购买。1993年，Apogee发布《德军总部3D超级升级包》，内含815个粉丝制作关卡“WolfMaster”及地图编辑器“MapEdit”和关卡随机生成器“Wolf Creator”。《德军总部》零售版《命运之矛》（Spear of Destiny）的长度是Apogee版的两倍，于1992年9月18日由FormGen发售。后来FormGen于1994年5月发布了两大任务包“回归危险”（Return to Danger）和“终极挑战”（Ultimate Challenge），每个包的长度和《命运之矛》一样，同年晚些时候还发布了《命运之矛》和两大任务包捆绑版《命运之矛超级CD包》。ID于1993年通过GT软件零售发布了Apogee原版六个章节，动视于1998年发布了Apogee和FormGen章节的收藏版。
Apogee最初发行时计划了两个促销活动，但都被取消了。一个是指向写着“呼叫Apogee，说土狼”标志的可推墙迷宫，原计划第一个找到该标志并执行命令的人会获得奖赏，但关卡编辑器和作弊程序在游戏发售不久后迅速兴起使id和Apogee放弃了这个想法。此外，完成一个章节后，除了总得分和用时，玩家还会获得一个三个字母的密码。该密码是高分竞赛验证码的一部分，但编辑器程序的突然兴起使得比赛取消，没有正式揭晓。
自一开始发售以来，《德军总部3D》被移植到多个平台上，包括超级任天堂（1994年）、Mac OS（1994年）、雅达利Jaguar（1994年）、Acorn Archimedes（1994年）、3DO（1995年）、Apple IIGS（1998年）和PC-98（1998年）。超级任天堂和Jaguar移植版由id开发，其余外包给其他公司。后来，Game Boy Advance（2002年）、Xbox Live Arcade、PlayStation Network面试，卡马克自己还为iOS版（2009年）写代码。移植版的声效、图形和关卡有时有别于原版——超级任天堂版明显地用汗取代血、老鼠取代狗、删掉了所有纳粹指涉，但核心玩法和美术都得到保留、许多移植版只包含Apogee章节，但iOS移植版包含《命运之矛》。2007年，FormGen全部章节的PC、OS X和Linux版在Steam发布。2009年买下id Software的母公司贝塞斯达软件为庆祝《德军总部3D》，于2012年发布了《德军总部》的免费网页游戏版。

## 评价
Id对《德军总部》的商业成绩没有明确的期待，但希望首个月收入在6万美元左右，而Apogee的第一张版税支票却是10万美元。《PC Zone》援引一位共享软件分销商，称《德军总部3D》是1992年销量最高的共享游戏。1993年底，Apogee《德军总部3D》和《命运之矛》各章节销量超过10万套，到年底前Apogee游戏流行势头依旧强劲，市场份额不断扩大，新的零售作品都无法和它争夺货架空间。到1994年中旬，注册共享游戏达15万份，id又卖出了15万套《命运之矛》的零售版，公司估计全球共发行100万套，其中20%来自美国海外，尽管缺乏任何营销活动或非英语描述且因出现纳粹标志在德国被禁止销售。Apogee章节的销量大大超越了该公司之前《指挥官基恩》系列创下的纪录，为id带来了比零售业务利润要高的销售额；《指挥官基恩》每月给Apogee创造约1万美元的营收，而《德军总部3D》每月为20万美元。
《德军总部3D》赢得共享软件产业奖1993年最佳动作/街机游戏奖和软件发行协会科迪奖最佳动作/街机游戏奖。它是赢得科迪奖的首个共享作品，只有六名员工的id成为了囊括该奖规模最小的公司。《德军总部3D》被1993年游戏开发者大会评为年度最佳游戏之一，被《电子游戏与计算机娱乐》提名为1992年最佳动作游戏和最具创新性游戏，被《Compute!》评为最佳街机/动作游戏，《电脑游戏世界》杂志将其提名为1993年年度动作游戏。
游戏一发行便获得评论家的好评。《电脑游戏世界》的克里斯·隆巴迪（Chris Lombardi）赞扬了“简陋却瑰丽”、“出奇得真实”和“非常暴力”的画面和“身临其境”的音效和配乐。提到暴力画面，他警告“这些东西敏感的人要呆在家中”。隆巴迪总结称，《德军总部3D》和两个月前发行的《地下创世纪：冥河深渊》是“第一批能够在技术上营造足本的失信中止元素，让玩家情绪上沉浸在胁迫环境中的游戏”，称他们认为别的游戏都不能“引起玩家心理强烈反应”。1993年，《德军总部3D》两获《龙》5/5星好评，编辑哈特利、帕特里夏和柯克·莱瑟（Kirk Lesser）将游戏封为“为PC平台创造的绝对最优秀的街机游戏”，高度赞扬画面和音效，表示“快节奏的动作”使玩家沉迷好几个星期，如果对暴力浑然不觉的话。桑迪·皮特森在个人第一篇“火眼测评”（Eye of the Monitor）专栏文章中表示：“能和《德军总部》匹敌的作品，没有”，它的“发展已经超出”1981年原版游戏“所获得的认可”。他极力称赞游戏的速度和玩法，表示“这是一款动作场面丰富的有趣游戏”，“一场有趣、相当愚蠢的嬉闹”，但也指出难度更高的设定或后期的关卡非常难玩。零售章节《命运之矛》获得《电脑游戏世界》的布莱恩·A·沃克（Bryan A. Walker）好评，他称赞了新增的敌军种类，但指出该作和共享章节本质上相同。
早期移植版本也获得好评，但销量“惨淡”。《电子游戏月刊》四位评论员指超级任天堂版转换得很好，原版中优秀的配乐、大量的关卡和总体上的乐趣都得到保留，驳回了对该版本无伤大雅的审查。杂志对Jaguar版的评价类似，称画面和音效优于游戏其他版本，但批评玩家角色运动稍快，游玩乐趣略微减少。《GamePro》的评论对Jaguar移植版非常欢迎，大赞游戏为“PC游戏订立新标准”，Jaguar版由于画面和声效表现增强，是迄今为止最好的版本，优于原版。《GamePro》的迈克少校（Major Mike）称3DO版的像素化、迅速的缩放、“令人振奋”的配乐和高品质的声效完全缺席，但批评控制过度敏感。他总结称，这款当时已经三岁高龄的游戏“仍是一部强劲有力的第一人称射击游戏”。《德军总部3D》击败《极品飞车》和《D》，赢得《GamePro》1995年最佳3DO游戏奖。另一方面，《Maximum》认为3DO移植版超出原版，和Jaguar版打平手，认为和新近发行的《邪教巫师》和《毁灭战士》等作比较，游戏已经过时了，再做移植毫无意义，现在反而“有些令人厌烦，非常啰嗦”。《新一代》评论断言《德军总部3D》“还是像从前一样让人上瘾”，但基本同意《Maximum》的讲法，辩称对第一人称射击游戏感兴趣的人可能已经在另外的平台上玩过该游戏，或是“转移到”流派中更高级的游戏。IGN一篇最近期的评论中，达蒙·哈特菲尔德（Daemon Hatfield）给予PlayStation Network版中肯评价，表示游戏“过时，有缺憾”，“适合第一人称射击游戏迷”。

## 影響
《德军总部3D》因确立了流派中备受期待的快节奏动作和技术实力，大大推动流派的普及，被尊称为三维射击游戏，尤其是第一人称射击游戏的“祖师爷”。尽管之前也有射击计算机游戏，但他们一般是清版射击游戏，而《德军总部3D》将市场重心转向了第一人称射击游戏。这也要归功于共享软件分发在那时被证实是一种严肃且有利可图的商业策略。《电子游戏和计算机娱乐》（VideoGames & Computer Entertainment）于1992年9月声称该游戏“证明了共享软件的存在”，《计算机游戏世界》（Computer Gaming World）也在1993年7月称游戏“几乎仅凭一己之力”证明了共享软件作为发行手段的可行性，为其他第一人称射击游戏共享软件掀起风浪。之前规模较小的二维游戏相比，游戏高收益致使Apogee和其他共享游戏产业转投规模更大的开发团队，开发三维游戏。开发过程中，id带着达成协议的目标，接触了业界大公司雪乐山及其多个榜样的老板。观看了《指挥官基恩》和《德军总部3D》的早期版本，总裁肯·威廉姆斯出资250万美元买下id oftware，把它改成内部的开发工作室。团队对协议感到振奋，但访问雪乐山时着实感受到两家公司之间的文化大冲突，犹豫着要不要同意。罗梅洛在交易中提出预付10万美元现金，而不是单独接受雪乐山的股票支付，试探威廉姆斯的真诚度。威廉姆斯拒绝，id理解成威廉姆斯没有真正接纳《德军总部3D》和公司的潜力，交易告吹导致id决定为了可预见的将来维持独立公司状态。到1993年底下一步作品《毁灭战士》发行前，《德军总部3D》的成功让id每个月都会收到各大投资公司的电话，他们希望将id打造成上市公司，但都被拒绝了。
游戏发行后，id Software参照之前的《指挥官基恩》，将引擎授权给其他开放商，这也是id史上的引擎授权协议之一。使用《德军总部3D》引擎及其衍生版的游戏有《黑石：黄金外星人》、Capstone Software游戏《七号走廊：外星人入侵》、《数尸体行动》和《超级3D诺亚方舟》。Apogee希望在1993年开发资料片《黑社会的崛起：德军总部3D第二部》（Rise of the Triad: Wolfenstein 3D Part II），由汤姆·霍尔利用《德军总部3D》引擎设计，但开发期间游戏变成了采用增强版引擎设计的独立作品《黑社会的崛起》。此外，Softdisk还利用《德军总部3D》的《地下墓窖3D》原型引擎制作《地下墓窖探险系列》三部曲续集之一《地下墓窖深渊》（Catacomb Abyss）。尽管《德军总部3D》被设计成不能编辑或修改，玩家还是开发出角色和关卡编辑器，改掉游戏原本的内容。约翰·卡马克和罗梅洛玩过其他游戏的几个模组，非常开心，否认其他作品担忧过版权问题。《德军总部》的玩家模组使id Software在后来《毁灭战士》和《雷神之锤》等作品特别设计得容易被玩家修改，甚至还纳入了id Software在游戏中用过的地图编辑工具。id又在1995年发布《德军总部3D》原版引擎源代码，2009年制作iOS移植版时，卡马克在游戏发行后还用过玩家制作的引擎增强功能。游戏在技术上的成就也被其他作品模仿，如《肯神的迷宫》、《噩梦三维》、《终结者：狂暴》、《恐怖航站楼》和《拉迪亚基博士的堡垒》。
尽管id Software没有开发其他的《德军总部》游戏，他们的开发重心也在游戏上架后不久转向《毁灭战士》，再也没有回归到系列上来，许多《德军总部》作品都是其他公司制作的，有时用了id开发的引擎。2001年推出了系列的重启之作《重返德军总部》，後又陸續推出了續作《德軍總部：黑曜陰謀》（2009年）、《德軍總部：新秩序》（2014年）、《德军总部II：新巨像》（2017年）。